# Sabinov
 Ovo je glavno značenje pojma Sabinov. Za Okrug pogledajte Okrug Sabinov.
Sabinov (mađ. Kisszeben, njem. Zeben) je grad u Prešovskom kraju u istočnoj Slovačkoj. Upravno središte Okruga Sabinov. 

## Povijest
Prvi pisani zapis o Sabinovu datira iz 1248. godine.  Sabinov bio naseljen samo Slovacima, a sredinom 13. stoljeća naseljavaju ga Nijemci. Godine 1299. Sabinov je primio općinske privilegije, a 1405. Žigmund Luksemburški proglasio ga je Slobodnim kraljevskim gradom. U 15. stoljeću Sabinov je pristupio Pentapolitani, savezu pet gradova istočne Slovačke (Bardejov, Levoča, Košice, Prešov, i Sabinov). 16. i 17. stoljeću bila je era Sabinovog razvoja i gospodarskog rasta. 

## Stanovništvo
| Godina:     | 1993.  | 2003.   | 2013.   | 2023.   |
| ----------- | ------ | ------- | ------- | ------- |
| Broj ljudi: | 11 336 | 12 328  | 12 704  | 12 169  |
| Razlika:    |        | +8,75 % | +3,04 % | -4,21 % |

| Godina:     | 2022.  | 2023.   |
| ----------- | ------ | ------- |
| Broj ljudi: | 12 206 | 12 169  |
| Razlika:    |        | -0,30 % |

Po popisu stanivništva iz 2001. godine grad je imao 12.290 stanovnika.
- Slovaci 90,62 %
- Romi 6,40 %
- Česi 0,48 %
- Rusini 0,14 %

Prema vjeroispovijesti najviše je rimokatolika 70,48 %, grkokatolika 10,53 %, ateista 5,14 % i luterana 4,16 %.

## Gradovi prijatelji
- Siedlce, Poljska
- Soběslav, Češka
- Kenderes, Mađarska

## Vanjske poveznice
- Službena stranica grada (sl.)

### Ostali projekti
|  | Zajednički poslužitelj ima još gradiva o temi Sabinov |